# Sergio Lamúa
Sergio Lamúa Cañón (Zaragoza, España, 6 de septiembre de 1976) es un entrenador español de baloncesto. Actualmente es entrenador del CBZ. (club baloncesto Zaragoza)

## Trayectoria
Lamúa tiene una larga experiencia en el mundo de los banquillos como entrenador, comenzó entrenando a equipos aragoneses como El Olivar de Liga EBA, Stadium Casablanca de 1ª Nacional, el CBZ y el Calatayud. También dirigió en Mérida y en el San Cernin de Pamplona.
En 2011, llegó al Basket Navarra Club como entrenador ayudante de Ángel González Jareño, con el que permaneció dos temporadas antes de tomar las riendas tras la destitución del madrileño en 2014. Dirigiendo al conjunto navarro estuvo durante dos temporadas en los que dirigió un total de 63 encuentros al frente del Planasa Navarra hasta abandonar el cargo en febrero del 2016.
En verano de 2017, llega a la Liga ACB como entrenador ayudante de Jota Cuspinera primero y Pep Cargol más tarde, en los que el conjunto maño viviría una agitada temporada en Liga ACB.
En la siguiente temporada (2018-19), continúa en el conjunto maño como ayudante de Porfirio Fisac.
El 16 de julio de 2021, firma por el Club Baloncesto Peñas Huesca de la Liga LEB Oro fruto del acuerdo del club oscense con Casademont Zaragoza, quien cede al entrenador maño con contrato en vigor, tras la llegada a los banquillos zaragozanos de Jaume Ponsarnau, que no cuenta con Sergio Lamúa para su staff técnico.
El 26 de enero de 2022, es destituido como entrenador del Club Baloncesto Peñas Huesca de la Liga LEB Oro.
El 13 de marzo de 2022, tras la destitución de Jaume Ponsarnau al frente de Casademont Zaragoza, Sergio regresa al conjunto zaragozano para hacerse cargo de manera interina del banquillo junto con Aleix Duran durante un partido, hasta la llegada de Dragan Šakota.
Actualmente es el entrenador ayudante de Porfirio Fisac, tras regresar en octubre de 2022 al Casademont Zaragoza.

## Clubes
- 2004-05 Stadium Casablanca - 1ª Nacional
- 2005-06 EM EL Olivar (Entrenador Ayudante) - Liga EBA
- 2006-08 AB Mérida (Entrenador Ayudante) - LEB Bronce
- 2008-09 Mérida Patrimonio de la Humanidad - LEB Bronce
- 2009-10 100x100 Basket CBZ (Causó baja) - 1ª Nacional
- 2009-10 Monte Ducay Olivar - EBA Grupo C
- 2010-11 TSIA Calatayud (Causó baja) - 1ª Nacional
- 2011-14 Basket Navarra Club (Entrenador Ayudante) - LEB Oro - Ayudante de Ángel González Jareño
- 2014-16 Basket Navarra Club (Entrenador Ayudante) - LEB Oro - Ayudante de Alejandro Alcoba Conde
- 2017-18 Tecnyconta Zaragoza (Entrenador Ayudante) - Liga ACB - Ayudante de Jota Cuspinera y Pep Cargol
- 2018-20 Casademont Zaragoza (Entrenador Ayudante) - Liga ACB - Ayudante de Porfirio Fisac
- 2020-21 Casademont Zaragoza (Entrenador Ayudante) - Liga ACB - Ayudante de Luis Casimiro
- 2021-22. Club Baloncesto Peñas Huesca (Entrenador) - LEB Oro
- 2022. Casademont Zaragoza. Liga Endesa. Entrenador.
- 2022-2025. Casademont Zaragoza (Entrenador Ayudante) - Liga ACB - Ayudante de Porfirio Fisac.
- 2025-actualidad. Benicarlo maderas sorli,entrenador segunda feb

## Palmarés
El palmarés no coincide con la trayectoria, diferentes clubs en esas temporadas
- Ascenso con CAI Zaragoza a Liga ACB (2012/13)
- Ford Burgos. Copa Príncipe. Subcampeón (2011/12)
- Lucentum Alicante. LEB Oro. Campeón del Playoff. (2012/13)
- Ascenso Liga EBA (2016/17) y campeón COPA (2016/17)
- Ascenso con Afanion CB Almansa a Liga LEB Plata (2017/18)